# Tyranneutes virescens
Tyranneutes virescens là một loài chim trong họ Pipridae.